# Championnat d'Europe de futsal des moins de 19 ans
Le Championnat d'Europe de futsal des moins de 19 ans est une compétition de futsal réservée aux joueurs de moins de 19 ans. Créée en 2019, elle est organisée par l'UEFA.

## Histoire
L'Espagne remporte la première édition qui se déroule à Riga en 2019.
Lors de la deuxième édition, L'Espagne conserve son titre sur ses terres à Jaén aux dépens du Portugal.
En 2023 à Porec, le Portugal met fin au règne de l'Espagne et remporte son premier titre de champion d'Europe des moins de 19 ans. Menés 0-2, les portugais renversent leur rival ibérique et s'imposent finalement 6-2.

## Palmarès

### Par édition
| 1re | 2019 | Riga     | Espagne  | 6 - 1       | Croatie  | Portugal et Pologne |
| 2e  | 2022 | Jaén     | Espagne  | 6 - 2 a. p. | Portugal | Ukraine et Pologne  |
| 3e  | 2023 | Poreč    | Portugal | 6 - 2       | Espagne  | Ukraine et Slovénie |
| 4e  | 2025 | Chișinău |          | -           |          | et                  |

### Bilan par nation
| Rang | Équipe   | Victoire     | Finaliste | Demi-finaliste |
| ---- | -------- | ------------ | --------- | -------------- |
| 1    | Espagne  | · 2019, 2022 | · 2023    | —              |
| 2    | Portugal | · 2023       | · 2022    | 2019           |
| 3    | Croatie  | —            | · 2019    | —              |
| 4    | Ukraine  | —            | —         | 2022, 2023     |
| 5    | Pologne  | —            | —         | 2019, 2022     |
| 6    | Slovénie | —            | —         | 2023           |